# Hannaford
La ville de Hannaford est située dans le comté de Griggs, dans l’État du Dakota du Nord, aux États-Unis. Sa population, qui s’élevait à 131 habitants lors du recensement de 2010, est estimée à 119 habitants en 2018.

## Histoire
Hannaford a été fondée en 1883 quand le rail a été prolongé jusqu’à cette localité. La ville a été nommée en hommage à J. M. Hannaford, un officiel des chemins de fer. Un bureau de poste était en fonction depuis 1886.

## Démographie
| 1910 | 1920 | 1930 | 1940 | 1950 | 1960 |
| ---- | ---- | ---- | ---- | ---- | ---- |
| 340  | 431  | 351  | 405  | 313  | 277  |

| 1970 | 1980 | 1990 | 2000 | 2010 | - |
| ---- | ---- | ---- | ---- | ---- | - |
| 244  | 201  | 204  | 181  | 131  | - |

## Source
- (en) Cet article est partiellement ou en totalité issu de l’article de Wikipédia en anglais intitulé « Hannaford, North Dakota » (voir la liste des auteurs).